# San Antonio Ranchos
San Antonio Ranchos (o San Antonio Los Ranchos) è un comune del dipartimento di Chalatenango, in El Salvador.